# جورج كليفورد (عالم)
جورج كليفورد (بالهولندية: George Clifford)‏ (و. 1685 – 1760 م) هو مصرفي، وعالم نبات من هولندا، ولد في أمستردام، توفي عن عمر يناهز 75 عاماً.